# 厚柄连蕊茶
厚柄连蕊茶（学名：Camellia crassipes）是山茶科山茶属的植物。分布于中国大陆的云南等地，目前尚未由人工引种栽培。